# Ronald Armstrong
Ronald Armstrong   (Anglaterra, 1 de gener de 1950), conegut com a Ron Armstrong, és un exfutbolista neozelandès de la dècada de 1970.
Fou internacional amb la selecció de futbol de Nova Zelanda.
Pel que fa a clubs, destacà a Aston Villa FC.
El seu pare fou el futbolista Ken Armstrong.